# Vine (aplikacja)
Vine – aplikacja mobilna i serwis społecznościowy, którego właścicielem jest Twitter, umożliwiający publikowanie krótkich filmów. Można je udostępniać w innych portalach, jak Twitter czy Facebook. Długość filmu wynosi maksymalnie 6 sekund.
Vine zadebiutował jako darmowa aplikacja w styczniu 2013 i początkowo dostępny był jedynie dla urządzeń z systemem iOS. Jednak kilka miesięcy później zostały wydane wersje na Androida i Windows Phone.
9 kwietnia 2013 Vine zostało najczęściej pobieraną darmową aplikacją w App Store. Pod koniec czerwca aplikacja miała 13 milionów użytkowników, a w serwisie pojawiało się średnio milion nowych filmów dziennie. Wkrótce Instagram wprowadził opcję nagrywania filmów, co spowodowało spadek popularności Vine.
27 października 2016 twórcy Vine poinformowali, że aplikacja nie będzie już rozwijana i w ciągu kilku kolejnych miesięcy zniknie możliwość dodawania nowych materiałów. 17 stycznia 2017 nazwa aplikacji Vine została zmieniona na Vine Camera. Aplikacja nadal umożliwia tworzenie krótkich filmów oraz zapisywanie ich w pamięci telefonu lub wysyłanie bezpośrednio na Twittera. Nie ma już jednak możliwości wgrywania ich na platformę społecznościową, która istniała na stronie domowej aplikacji. Na jej miejsce powstało archiwum z filmami użytkowników.
31 grudnia 2016 Vine został zamknięty.